# メッサリナ
ヴァレリア・メッサリーナ（Valeria Messalina、紀元25年頃 - 紀元48年）は、ローマ帝国の皇帝クラウディウスの3番目の妻であり、ブリタンニクスとオクタウィアの母である。彼女は、その権力、影響力、そして放蕩な振る舞いで知られ、しばしばローマ帝政初期における最も悪名高い女性の一人として語られる。

## 生い立ちと家族
メッサリーナは、高貴な家柄に生まれた。父はマルクス・ヴァレリウス・メッサッラ・バルバトゥス、母はドミティア・レピダである。彼女は大ドルスス（ティベリウス帝の息子）の孫娘にあたり、アウグストゥスの血を引いていたことから、皇族との血縁関係を有していた。

## クラウディウスとの結婚と権勢
紀元38年頃、メッサリーナは当時40代後半であったクラウディウスと結婚した。クラウディウスは、ティベリウス帝の甥であり、カリグラ帝の叔父にあたる人物であった。カリグラ帝が暗殺された紀元41年、クラウディウスは皇帝に即位し、メッサリーナは皇后となった。
皇后となったメッサリーナは、その美貌と才気をもってクラウディウスに大きな影響力を行使した。彼女は宮廷内の陰謀に深く関与し、自身の権力基盤を強化するため、多くの政敵や不仲な人物を排除したと言われている。その中には、スエトニウスの記述によれば、政敵を陥れるための偽造文書や冤罪工作も含まれていたとされる。

## 放蕩な振る舞いと失脚
メッサリーナは、その権力を行使する一方で、その奔放な私生活でも悪名高かった。当時の歴史家であるタキトゥスやスエトニウスは、彼女が多くの愛人を持っていたことや、公然と売春宿を訪れていたことなど、その放蕩ぶりを詳細に記述している。特に有名なのは、ローマで最も著名な娼婦と売春の技を競ったという逸話である。
紀元48年、メッサリーナは、元老院議員ガイウス・シリウスと公然と結婚式を挙げた。これは、皇帝クラウディウスの健在にもかかわらず行われたものであり、クラウディウスに対する重大な裏切り行為と見なされた。この事件は、クラウディウスの解放奴隷であるナルキッススによってクラウディウスに報告され、メッサリーナは反逆罪で逮捕された。
メッサリーナは、母ドミティア・レピダの邸宅で自害を命じられた。しかし、自害をためらったため、最終的には近衛兵によって殺害された。その死後、彼女の名前は記録から抹消され、その肖像も破壊されたと言われている（ダムナティオ・メモリアエ）。

## 後世への影響

ペーダー・セヴェリン・クロイヤー, Messalina, 1881, ヨーテボリ美術館

メッサリーナの物語は、ローマ帝政期における女性の権力と腐敗の象徴として、後世の文学や芸術に多大な影響を与えた。彼女の人物像は、しばしば欲望と背徳の具現化として描かれ、多くの作品の題材となっている。